# دلفین رودخانه‌ای گنگ
دلفین رودخانه‌ای گنگ (نام علمی: Platanista gangetica) نام یک گونه از سرده دلفین رودخانه‌ای جنوب آسیا است. دلفین رودخانه‌ای جنوب آسیا در کشورهای هند، بنگلادش، نپال و پاکستان یافت می‌شود و خود به دو زیرگروه (دلفین‌های رود گنگ) و (دلفین‌های رود سند) تقسیم می‌شود که تا قبل از سال ۱۹۷۰ میلادی این دو زیر گونه، یک گونه تلقی می‌شد. اما طبق روش‌های جدید بررسی (از جمله: ترتیب گذاری مولکولی) مشخص شد که این دو زیرگونه ی جانوری برای صدها یا شاید هزاران سال از لحاظ جغرافیایی از یکدیگر جدا بوده‌اند و دارای توانایی‌های مختص خود هستند.

## پیوند به بیرون

اسکلت دلفین رود گنگ